# Йоан II Платин
Йоан II Платин е източноримски политик, екзарх на Равена от 687 до 702 година. През 687 година, след като заема длъжността, той взима активно участие в избора на папа, като неуспешно се опитва да постави на тази длъжност архидякона Паскал. За папа е избран Сергий I, но Йоан настоява той да му изплати сума, обещана му от Паскал. Лишен от собствени средства, Сергий събира парите чрез дарения от жителите на Рим. През 691 година Йоан Платин е изправен пред бунт на собствените си войски, когато императорът прави опит да арестува папата за неподчинение.